# Facet pełen uroku
Facet pełen uroku (ang. Good Luck Chuck) – amerykańsko-kanadyjska komedia romantyczna z 2007 roku w reżyserii Marka Helfricha. Wyprodukowany został przez wytwórnię Lionsgate.

## Fabuła
Charlie (Dane Cook) został przeklęty przez dziewczynę, którą zranił. Od tej pory wszystkie kobiety, z którymi się spotyka, zaraz po pierwszej wspólnej nocy, znajdują miłość swojego życia. Z tego powodu robi wszystko, żeby poznana przez niego piękna Cam (Jessica Alba), nie spędziła z nim upojnych chwil.

## Obsada
- Dane Cook jako doktor Charles Logan
- Jessica Alba jako Cam Wexler
- Dan Fogler jako doktor Stuart Klaminsky
- Chelan Simmons jako Carol
- Lonny Ross jako Joe Wexler
- Ellia English jako Reba
- Annie Wood jako Lara
- Jodie Stewart jako Eleanor Skepple

i inni

## Produkcja
Zdjęcia kręcono w Vancouver.

## Odbiór krytyczny
Film otrzymał skrajnie negatywne recenzje; serwis Rotten Tomatoes w oparciu o opinie ze 113 recenzji (107 negatywnych i 6 pozytywnych) przyznał mu wynik 5%.